# قلیه‌ماهی
قِلیِه ماهی یا قَلیه ماهی یکی از معروف‌ترین خورش‌های ایرانی متعلق به جنوب ایران استان‌های خوزستان، بوشهر و هرمزگان و جنوب بلوچستان می‌باشد. در طبخ این غذا از سبزی‌جات مخصوص (گشنیز و شنبلیله)، تمر هندی، ادویه‌جات، پیاز و ماهی جنوبی استفاده می‌شود. در بوشهر به آن «قلیه مُی» می‌گویند. در بندرعباس از ماهی شیر یا زبیدی استفاده می‌کنند. در اهواز علاوه بر ماهی‌هایی مثل میش ماهی و هامور، گاهی در قلیه میگو هم می‌ریزند. در بندر گناوه قلیه را با ماهی سرخو یا همار می‌پزند. اما در هر حال اهل فن توصیه می‌کنند که برای طبخ این غذای محبوب بهتر است از ماهی‌هایی استفاده شود که گوشت لُخم دارند. سنگسر، هامور، شیر، سُرخو، جَش، شوریده و سِکِن بهترین ماهی‌ها برای تهیه قلیه ماهی هستند.

## طرز تهیه
ابتدا ماهی را تمیز کرده و می‌شوییم. سبزی‌ها را پس از تمیز و خشک کردن کارد کش می‌کنیم. یک عدد پیاز را خرد کرده و آن را در دو قاشق روغن تفت می‌دهیم. سبزی‌های خرد شده را به پیاز اضافه کرده تفت می‌دهیم. با سرخ شدن سبزی، ماهی را به آن اضافه و تفت می‌دهیم. ادویه و فلفل را به قابلمه اضافه می‌کنیم سپس آب تمر را به آن اضافه نموده شعله را ملایم کرده می‌گذاریم تا یک ساعت بپزد.
این خورش با برنج یا للک (غذای محلی جنوبی تهیه شده از گندم) یا نان مصرف می‌شود.
علاوه بر قلیه ماهی جنوبی قلیه ماهی شمالی نیز در برخی نقاط شمال با نام قلیه ماهی شمالی پخت می‌شود که البته با قلیه ماهی جنوبی تفاوتهایی دارد، مثلاً در دستور جنوبی قلیه ماهی به جای رب انار از تمبر هندی استفاده می‌شود اما در قلیه ماهی شمالی با رب انار مزه و طعم قوی تری خواهید داشت، طعم این خورش باید ترش و تند باشد، ماهی‌های استفاده شده در این خورش نیز شمالی و غالباً ماهی سفید و کفال هستند.

### نکات کلیدی در طبخ قلیه ماهی
1. به خاطر نمک زیاد تمر هندی، ابتدا باید قلیه‌ماهی را بچشید تا غذا شور نشود و اگر احتیاج به نمک داشت به آن مقداری نمک اضافه کنید.
2. شنبلیله زیاد باعث تلخ شدن غذا خواهد شد؛ پس مقدار شنبلیله و گشنیز را حتماً رعایت کنید.
3. اگر مقدار ترشی غذا کم بود می‌توانید مقدار دیگری از تمر هندی را به خورشت اضافه کنید.
4. اصولا قلیه‌ماهی را کمی تند تهیه می‌کنند، اما اگر شما طعم تند را دوست ندارید، می‌توانید از مقدار خیلی کمی فلفل قرمز استفاده کنید.
5. برای بوی بد ماهی و طبع سرد آن حتماً از سیر استفاده کنید.
6. برای قلیه می‌توان از ماهی آزاد و قزل‌آلا که داری گوشت منسجم هستد نیز استفاده کرد.
7. برش‌های ماهی را ضخیم بزنید تا در داخل قلیه له نشوند.
8. کیفیت تمر هندی بسیار مهم است و رنگ سیاه و سفت آن بهتر از تمر هندی قهوه ای و نرم است.
9. هنگام جا افتادن خورشت در دیگ را هرگز نبندید چون سر دیگ عرق می‌کند و خورشت می‌برد.
10. می‌توانید بعد از درست شدن قلیه‌ماهی و پایان زمان پخت خورش، به مدت ده دقیقه شعله گاز را بسیار ملایم کنید تا خورش‌تان حسابی روغن بیندازد.
11. سبزی قلیه‌ماهی مجلسی باید آن‌قدر ریز شود که سبزی حالت خمیری پیدا کند. برای این‌که سبزی قلیه ماهی حسابی ریز و خرد شود می‌توانید آن را به همراه پیاز در غذاساز بریزید و با هم آمیخته کنید تا سبزی به ریزترین حالت ممکن خرد شود و حالت خمیری پیدا کند و پیاز هم در خورش مشخص نباشد.[۱]
12. در صورت تمایل می‌توانید یک قاشق غذاخوری رب‌گوجه فرنگی را با روغن تفت دهید و در اواسط پخت قلیه به آن اضافه کنید تا خوشرنگ شود.
13. برای اینکه گوشت ماهی له نشود زیاد آن را هم نزنید. همچنین هنگام کشیدن قلیه به آرامی گوشت ماهی را به ظرف انتقال دهید تا بافت آن باز نشود.